# Vjezdová brána

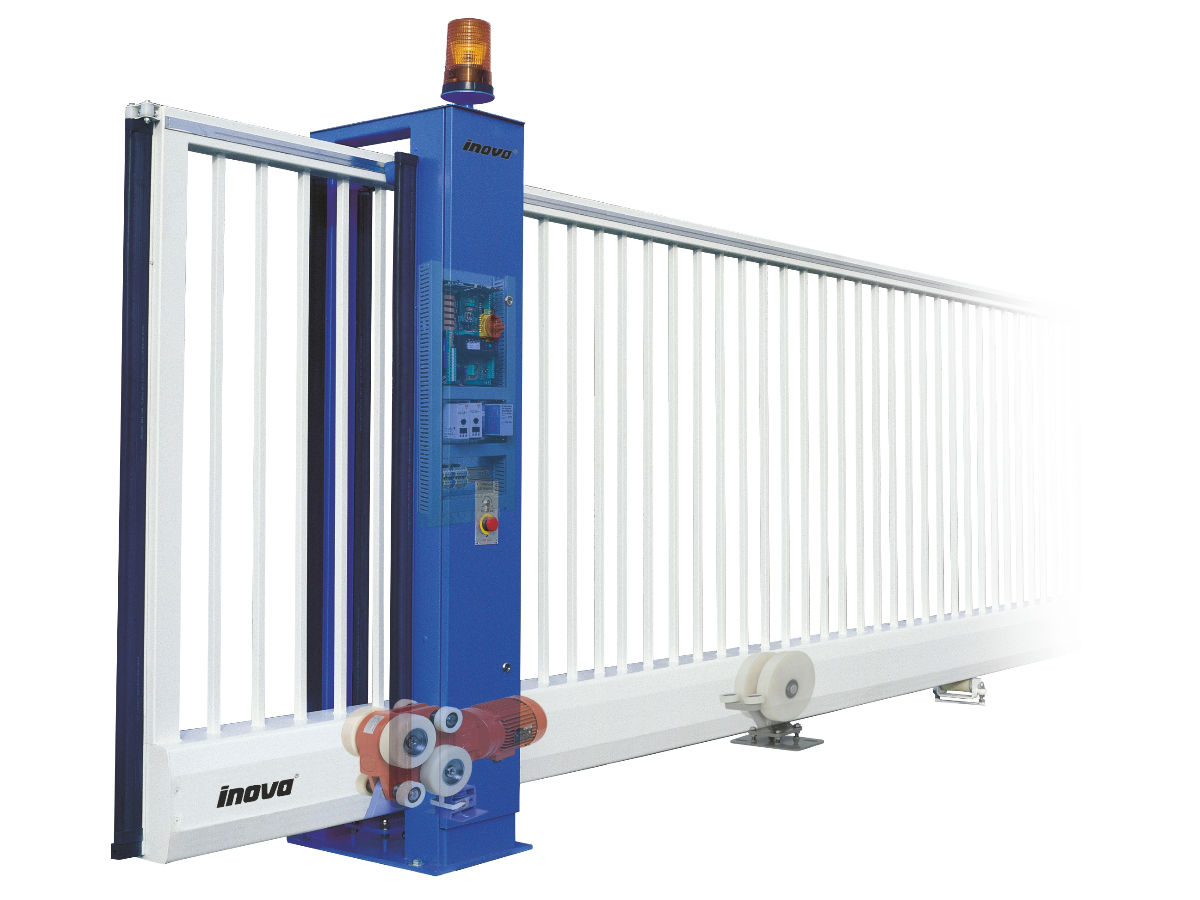
Posuvná brána s elektrickým pohonem

Vjezdová brána je typ brány sloužící k otevření či uzavření vjezdu na pozemek ohraničený oplocením.

## Typy vjezdových bran
Dle způsobů otevírání lze rozdělit vjezdové brány na dva základní typy:
křídlové
Brána se skládá z jednoho či dvou otočných křídel, která se otevírají otočením v závěsech. Tento typ tak vyžaduje dostatek místa buď před branou nebo za ní, navíc v tomto směru nesmí terén stoupat. Dělí se na jednokřídlé otočné a dvoukřídlé otočné brány. Speciálním podtypem je skládací křídlová brána, která sestává ze dvou či čtyř skládacích křídel, čímž se minimalizují potřebné nároky na prostor před či za bránou.
posuvné
Brána se skládá z jednoho či více posuvných dílů, někdy teleskopicky vysunovaných, které se otevírají posunutím do strany. Dále se dělí na brány pojezdové, které se posunují po kolejničce zabudované v zemi, a samonosné. Ty sice nepotřebují kolejnici a prostor pod branou se tak udržuje jednodušeji, obecně ale vyžadují silnější typ motoru než brány pojezdové.